# Bolygóajtó

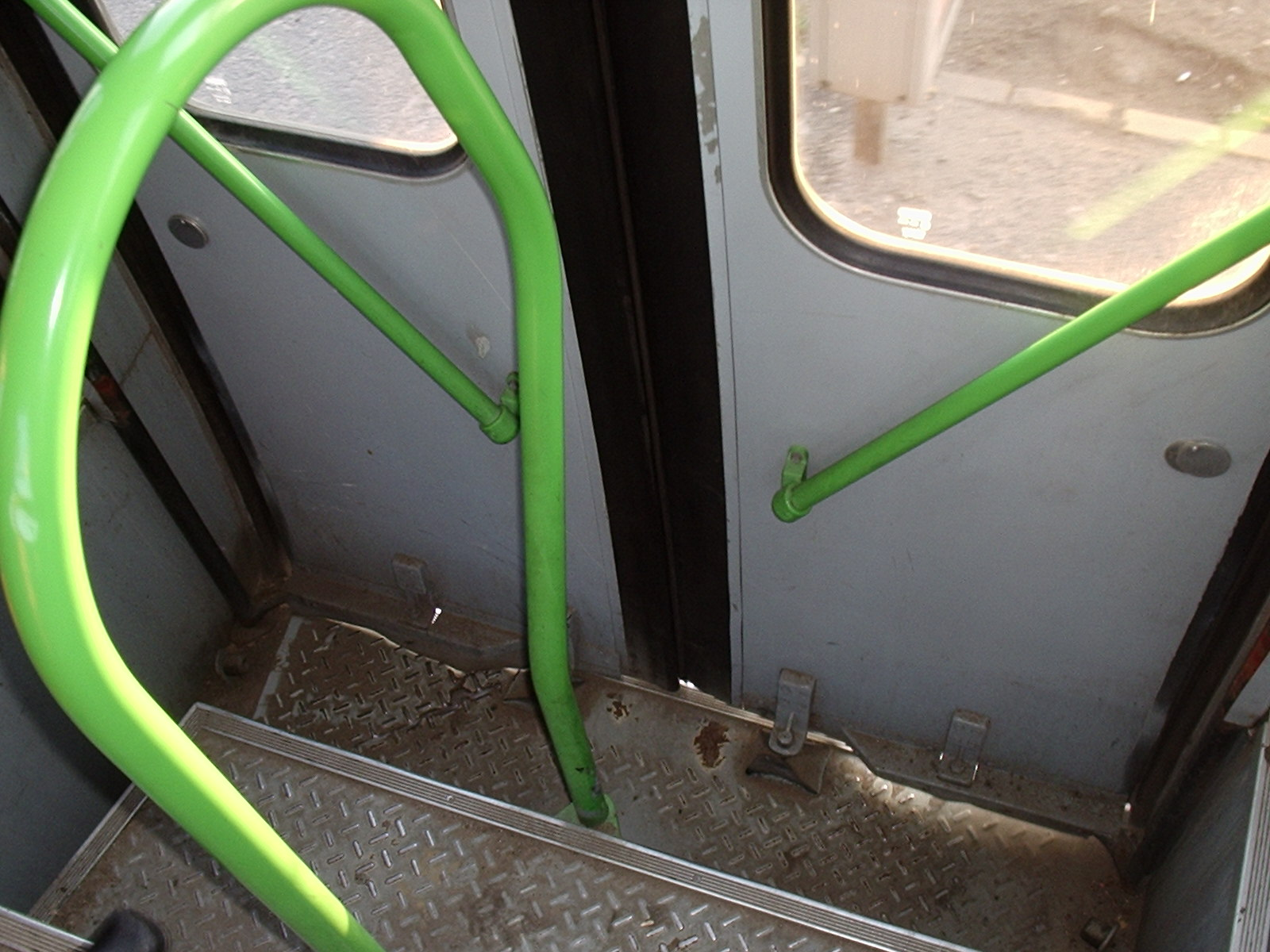
Bolygóajtó egy Ikarus 260-asban

A bolygóajtó tömegközlekedési eszközökön (leggyakrabban autóbuszokon) alkalmazott ajtófajta. Olyan, mint egy kétszárnyú ajtó, azzal a különbséggel, hogy nyitáskor az ajtók az utastér felé fordulnak be úgy, hogy az ajtószár középső oldala negyedkör pályát ír le. Az utastér felőli oldala alkalmas kapaszkodókorlátok elhelyezésére, melyek megkönnyítik a fel- és leszállást az emelt padlószintű, illetve alacsony padlós autóbuszokon egyaránt.
Ritkább, régebbi ajtófajta a harmonikaajtó, vagy másik nevén ráncajtó.